# Fur (sprog)
 For alternative betydninger, se Fur (flertydig). (Se også artikler, som begynder med Fur)
Fur (fur bèle fòòr eller fòòraŋ bèle, arabisk فوراوي fûrâwî; tillige kaldt konjara efter navnet på en ledende klan) er et nilosaharisk sprog, der især tales i Darfur i Sudan.
| Sprog | Spire Denne artikel om sprog er en spire som bør udbygges. Du er velkommen til at hjælpe Wikipedia ved at udvide den. |